# Crème stipspanner
De crème stipspanner (Scopula ternata) is een nachtvlinder uit de familie van de spanners (Geometridae).

## Kenmerken
De voorvleugellengte bedraagt tussen de 12 en 15 mm. De vleugels zijn grijswit gekleurd met donkerbruine fijne stippeling. In tegenstelling tot veel andere soorten Scopula bevindt zich midden op de vleugels geen zwarte stip.

## Waardplant
De crème stipspanner gebruikt met name bosbesplanten als waardplant. De rups is vrijwel het gehele jaar te vinden, in een cyclus van juni tot mei in het volgende jaar, en overwintert.

## Voorkomen
De soort komt verspreid van Europa tot de gematigde delen van Oost-Azië voor.

### Nederland en België
De crème stipspanner is in Nederland en België een zeer zeldzame soort, die verspreid over het hele gebied kan worden gezien. De vlinder vliegt van juni tot in augustus.